# Mineiro (Minas Gerais állam) labdarúgó-bajnokság (első osztály)
A Campeonato Mineiro de Futebol, azaz a Mineirão bajnokság, Minas Gerais állam professzionális bajnoksága, amit 1915-ben hoztak létre. A bajnokság első körében minden csapat egyszer mérkőzik egymással. Az utolsó két csapat kiesik a Modul II-be, míg az első négy helyezett a rájátszásban, kieséses alapon dönt a bajnoki cím sorsáról. Az állami bajnokság győztese nem kvalifikálja magát az országos bajnokságba, viszont a CBF feljuttathat csapatokat.

## Az eddigi győztesek

### Amatőr időszak
| Szezon | Év   | Bajnok                            | Második                           |
| ------ | ---- | --------------------------------- | --------------------------------- |
| 1ª     | 1915 | Atlético Mineiro (Belo Horizonte) | América Mineiro (Belo Horizonte)  |
| 2ª     | 1916 | América Mineiro (Belo Horizonte)  | Atlético Mineiro (Belo Horizonte) |
| 3ª     | 1917 | América Mineiro (Belo Horizonte)  | Atlético Mineiro (Belo Horizonte) |
| 4ª     | 1918 | América Mineiro (Belo Horizonte)  | Atlético Mineiro (Belo Horizonte) |
| 5ª     | 1919 | América Mineiro (Belo Horizonte)  | Sete de Setembro (Belo Horizonte) |
| 6ª     | 1920 | América Mineiro (Belo Horizonte)  | Sete de Setembro (Belo Horizonte) |
| 7ª     | 1921 | América Mineiro (Belo Horizonte)  | Atlético Mineiro (Belo Horizonte) |
| 8ª     | 1922 | América Mineiro (Belo Horizonte)  | Palestra Itália (Belo Horizonte)  |
| 9ª     | 1923 | América Mineiro (Belo Horizonte)  | Atlético Mineiro (Belo Horizonte) |
| 10ª    | 1924 | América Mineiro (Belo Horizonte)  | Palestra Itália (Belo Horizonte)  |
| 11ª    | 1925 | América Mineiro (Belo Horizonte)) |                                   |
| 12ª    | 1926 | Atlético Mineiro (Belo Horizonte) | Palmeiras (Nova Lima)             |
| 13ª    | 1927 | Atlético Mineiro (Belo Horizonte) | América Mineiro (Belo Horizonte)  |
| 14ª    | 1928 | Palestra Itália (Belo Horizonte)  | Atlético Mineiro (Belo Horizonte) |
| 15ª    | 1929 | Palestra Itália (Belo Horizonte)  | Atlético Mineiro (Belo Horizonte) |
| 16ª    | 1930 | Palestra Itália (Belo Horizonte)  | América Mineiro (Belo Horizonte)  |
| 17ª    | 1931 | Atlético Mineiro (Belo Horizonte) | Palestra Itália (Belo Horizonte)  |
| 18ª    | 1932 | Atlético Mineiro (Belo Horizonte) | Retiro (Nova Lima)                |

### Professzionális időszak
| Szezon | Év   | Bajnok                             | Második                                                                   |
| ------ | ---- | ---------------------------------- | ------------------------------------------------------------------------- |
| 19ª    | 1933 | Villa Nova (Nova Lima)             | Tupi (Juiz de Fora) - Estadual Palestra Itália (Belo Horizonte)           |
| 20ª    | 1934 | Villa Nova (Nova Lima)             | Tupynambás (Juiz de Fora) - Estadual Atlético Mineiro-MG (Belo Horizonte) |
| 21ª    | 1935 | Villa Nova (Nova Lima)             | Atlético Mineiro (Belo Horizonte)                                         |
| 22ª    | 1936 | Atlético Mineiro (Belo Horizonte)  | Siderúrgica (Sabará)                                                      |
| 23ª    | 1937 | Siderúrgica (Sabará)               | Villa Nova (Nova Lima)                                                    |
| 24ª    | 1938 | Atlético Mineiro (Belo Horizonte)  | Siderúrgica (Sabará)                                                      |
| 25ª    | 1939 | Atlético Mineiro (Belo Horizonte)  | América Mineiro (Belo Horizonte)                                          |
| 26ª    | 1940 | Palestra Itália (Belo Horizonte))  | Atlético Mineiro (Belo Horizonte)                                         |
| 27ª    | 1941 | Atlético Mineiro (Belo Horizonte)  | Siderúrgica (Sabará)                                                      |
| 28ª    | 1942 | Atlético Mineiro (Belo Horizonte)  | América Mineiro (Belo Horizonte)                                          |
| 29ª    | 1943 | Cruzeiro (Belo Horizonte)          | Atlético Mineiro (Belo Horizonte)                                         |
| 30ª    | 1944 | Cruzeiro (Belo Horizonte)          | Atlético Mineiro (Belo Horizonte)                                         |
| 31ª    | 1945 | Cruzeiro (Belo Horizonte)          | Villa Nova (Nova Lima)                                                    |
| 32ª    | 1946 | Atlético Mineiro (Belo Horizonte)  | Villa Nova (Nova Lima)                                                    |
| 33ª    | 1947 | Atlético Mineiro (Belo Horizonte)  | Villa Nova (Nova Lima)                                                    |
| 34ª    | 1948 | América Mineiro (Belo Horizonte)   | Atlético Mineiro (Belo Horizonte)                                         |
| 35ª    | 1949 | Atlético Mineiro (Belo Horizonte)  | América Mineiro (Belo Horizonte)                                          |
| 36ª    | 1950 | Atlético Mineiro (Belo Horizonte)  | Cruzeiro (Belo Horizonte)                                                 |
| 37ª    | 1951 | Villa Nova (Nova Lima)             | Atlético Mineiro (Belo Horizonte)                                         |
| 38ª    | 1952 | Atlético Mineiro (Belo Horizonte)  | Siderúrgica (Sabará)                                                      |
| 39ª    | 1953 | Atlético Mineiro (Belo Horizonte)  | Villa Nova (Nova Lima)                                                    |
| 40ª    | 1954 | Atlético Mineiro (Belo Horizonte)  | Cruzeiro (Belo Horizonte)                                                 |
| 41ª    | 1955 | Atlético Mineiro (Belo Horizonte)  | Democrata (SL) (Sete Lagoas)                                              |
| 42ª    | 1956 | Atlético Mineiro (Belo Horizonte)) |                                                                           |
| 43ª    | 1957 | América Mineiro (Belo Horizonte)   | Democrata (SL) (Sete Lagoas)                                              |
| 44ª    | 1958 | Atlético Mineiro (Belo Horizonte)  | América Mineiro (Belo Horizonte)                                          |
| 45ª    | 1959 | Cruzeiro (Belo Horizonte)          | América Mineiro (Belo Horizonte)                                          |
| 46ª    | 1960 | Cruzeiro (Belo Horizonte)          | Siderúrgica (Sabará)                                                      |
| 47ª    | 1961 | Cruzeiro (Belo Horizonte)          | América Mineiro (Belo Horizonte)                                          |
| 48ª    | 1962 | Atlético Mineiro (Belo Horizonte)  | Cruzeiro (Belo Horizonte)                                                 |
| 49ª    | 1963 | Atlético Mineiro (Belo Horizonte)  | Democrata (SL) (Sete Lagoas)                                              |
| 50ª    | 1964 | Siderúrgica (Sabará)               | América Mineiro (Belo Horizonte)                                          |
| 51ª    | 1965 | Cruzeiro (Belo Horizonte)          | América Mineiro (Belo Horizonte)                                          |
| 52ª    | 1966 | Cruzeiro (Belo Horizonte)          | Atlético Mineiro (Belo Horizonte)                                         |
| 53ª    | 1967 | Cruzeiro (Belo Horizonte)          | Atlético Mineiro (Belo Horizonte)                                         |
| 54ª    | 1968 | Cruzeiro (Belo Horizonte)          | Atlético Mineiro (Belo Horizonte)                                         |
| 55ª    | 1969 | Cruzeiro (Belo Horizonte)          | Atlético Mineiro (Belo Horizonte)                                         |
| 56ª    | 1970 | Atlético Mineiro (Belo Horizonte)  | Cruzeiro (Belo Horizonte)                                                 |
| 57ª    | 1971 | América Mineiro (Belo Horizonte)   | Cruzeiro (Belo Horizonte)                                                 |
| 58ª    | 1972 | Cruzeiro (Belo Horizonte)          | Atlético Mineiro (Belo Horizonte)                                         |
| 59ª    | 1973 | Cruzeiro (Belo Horizonte)          | América Mineiro (Belo Horizonte)                                          |
| 60ª    | 1974 | Cruzeiro (Belo Horizonte)          | Atlético Mineiro (Belo Horizonte)                                         |
| 61ª    | 1975 | Cruzeiro (Belo Horizonte)          | Atlético Mineiro (Belo Horizonte)                                         |
| 62ª    | 1976 | Atlético Mineiro (Belo Horizonte)  | Cruzeiro (Belo Horizonte)                                                 |
| 63ª    | 1977 | Cruzeiro (Belo Horizonte)          | Atlético Mineiro (Belo Horizonte)                                         |
| 64ª    | 1978 | Atlético Mineiro (Belo Horizonte)  | Cruzeiro (Belo Horizonte)                                                 |
| 65ª    | 1979 | Atlético Mineiro (Belo Horizonte)  | Cruzeiro (Belo Horizonte)                                                 |
| 66ª    | 1980 | Atlético Mineiro (Belo Horizonte)  | Cruzeiro (Belo Horizonte)                                                 |
| 67ª    | 1981 | Atlético Mineiro (Belo Horizonte)  | Cruzeiro (Belo Horizonte)                                                 |
| 68ª    | 1982 | Atlético Mineiro (Belo Horizonte)  | Cruzeiro (Belo Horizonte)                                                 |
| 69ª    | 1983 | Atlético Mineiro (Belo Horizonte)  | Cruzeiro (Belo Horizonte)                                                 |
| 70ª    | 1984 | Cruzeiro (Belo Horizonte)          | Atlético Mineiro (Belo Horizonte)                                         |
| 71ª    | 1985 | Atlético Mineiro (Belo Horizonte)  | Cruzeiro (Belo Horizonte)                                                 |
| 72ª    | 1986 | Atlético Mineiro (Belo Horizonte)  | Cruzeiro (Belo Horizonte)                                                 |
| 73ª    | 1987 | Cruzeiro (Belo Horizonte)          | Atlético Mineiro (Belo Horizonte)                                         |
| 74ª    | 1988 | Atlético Mineiro (Belo Horizonte)  | Cruzeiro (Belo Horizonte)                                                 |
| 75ª    | 1989 | Atlético Mineiro (Belo Horizonte)  | Cruzeiro (Belo Horizonte)                                                 |
| 76ª    | 1990 | Cruzeiro (Belo Horizonte)          | Atlético Mineiro (Belo Horizonte)                                         |
| 77ª    | 1991 | Atlético Mineiro (Belo Horizonte)  | Democrata (GV) (Governador Valadares)                                     |
| 78ª    | 1992 | Cruzeiro (Belo Horizonte)          | América Mineiro (Belo Horizonte)                                          |
| 79ª    | 1993 | América Mineiro (Belo Horizonte)   | Atlético Mineiro (Belo Horizonte)                                         |
| 80ª    | 1994 | Cruzeiro (Belo Horizonte)          | Atlético Mineiro (Belo Horizonte)                                         |
| 81ª    | 1995 | Atlético Mineiro (Belo Horizonte)  | América Mineiro (Belo Horizonte)                                          |
| 82ª    | 1996 | Cruzeiro (Belo Horizonte)          | Atlético Mineiro (Belo Horizonte)                                         |
| 83ª    | 1997 | Cruzeiro (Belo Horizonte)          | Villa Nova (Nova Lima)                                                    |
| 84ª    | 1998 | Cruzeiro (Belo Horizonte)          | Atlético Mineiro (Belo Horizonte)                                         |
| 85ª    | 1999 | Atlético Mineiro (Belo Horizonte)  | América Mineiro (Belo Horizonte)                                          |
| 86ª    | 2000 | Atlético Mineiro (Belo Horizonte)  | Cruzeiro (Belo Horizonte)                                                 |
| 87ª    | 2001 | América Mineiro (Belo Horizonte)   | Atlético Mineiro (Belo Horizonte)                                         |
| 88ª    | 2002 | Caldense (Poços de Caldas)         | Ipatinga (Ipatinga)                                                       |
| 89ª    | 2003 | Cruzeiro (Belo Horizonte)          | Atlético Mineiro (Belo Horizonte)                                         |
| 90ª    | 2004 | Cruzeiro (Belo Horizonte)          | Atlético Mineiro (Belo Horizonte)                                         |
| 91ª    | 2005 | Ipatinga (Ipatinga)                | Cruzeiro (Belo Horizonte)                                                 |
| 92ª    | 2006 | Cruzeiro (Belo Horizonte)          | Ipatinga (Ipatinga)                                                       |
| 93ª    | 2007 | Atlético Mineiro (Belo Horizonte)  | Cruzeiro (Belo Horizonte)                                                 |
| 94ª    | 2008 | Cruzeiro (Belo Horizonte)          | Atlético Mineiro (Belo Horizonte)                                         |
| 95ª    | 2009 | Cruzeiro (Belo Horizonte)          | Atlético Mineiro (Belo Horizonte)                                         |
| 96ª    | 2010 | Atlético Mineiro (Belo Horizonte)  | Ipatinga (Ipatinga)                                                       |
| 97ª    | 2011 | Cruzeiro (Belo Horizonte)          | Atlético Mineiro (Belo Horizonte)                                         |
| 98ª    | 2012 | Atlético Mineiro (Belo Horizonte)  | América Mineiro (Belo Horizonte)                                          |
| 99ª    | 2013 | Atlético Mineiro (Belo Horizonte)  | Cruzeiro (Belo Horizonte)                                                 |
| 100ª   | 2014 | Cruzeiro (Belo Horizonte)          | Atlético Mineiro (Belo Horizonte)                                         |
| 101ª   | 2015 | Atlético Mineiro (Belo Horizonte)  | Caldense (Poços de Caldas)                                                |
| 102ª   | 2016 | América Mineiro (Belo Horizonte)   | Atlético Mineiro (Belo Horizonte)                                         |
| 103ª   | 2017 | Atlético Mineiro (Belo Horizonte)  | Cruzeiro (Belo Horizonte)                                                 |
| 104ª   | 2018 | Cruzeiro (Belo Horizonte)          | Atlético Mineiro (Belo Horizonte)                                         |

## Legsikeresebb csapatok
| Csapat           | Város                | Bajnok | Második |
| ---------------- | -------------------- | --- | --- |
| Atlético Mineiro | Belo Horizonte       | 44 (1915, 1926, 1927, 1931, 1932, 1936, 1938, 1939, 1941, 1942, 1946, 1947, 1949, 1950, 1952, 1953, 1954, 1955, 1956, 1958, 1962, 1963, 1970, 1976, 1978, 1979, 1980, 1981, 1982, 1983, 1985, 1986, 1988, 1989, 1991, 1995, 1999, 2000, 2007, 2010, 2012, 2013, 2015, 2017) | 38 (1916, 1917, 1918, 1921, 1923, 1928, 1929, 1934, 1935, 1940, 1943, 1944, 1948, 1951, 1966, 1967, 1968, 1969, 1972, 1974, 1975, 1977, 1984, 1987, 1990, 1993, 1994, 1996, 1998, 2001, 2003, 2004, 2008, 2009, 2011, 2014, 2016, 2018) |
| Cruzeiro         | Belo Horizonte       | 38 (1926, 1928, 1929, 1930, 1940, 1943, 1944, 1945, 1956, 1959, 1960, 1961, 1965, 1966, 1967, 1968, 1969, 1972, 1973, 1974, 1975, 1977, 1984, 1987, 1990, 1992, 1994, 1996, 1997, 1998, 2003, 2004, 2006, 2008, 2009, 2011, 2014, 2018)                                     | 26 (1922, 1924, 1931, 1932, 1933, 1950, 1954, 1962, 1970, 1971, 1976, 1978, 1979, 1980, 1981, 1982, 1983, 1985, 1986, 1988, 1989, 2000, 2005, 2007, 2013, 2017)                                                                         |
| América Mineiro  | Belo Horizonte       | 16 (1916, 1917, 1918, 1919, 1920, 1921, 1922, 1923, 1924, 1925, 1948, 1957, 1971, 1993, 2001, 2016) | 16 (1915, 1927, 1930, 1939, 1942, 1949, 1958, 1959, 1961, 1964, 1965, 1973, 1992, 1995, 1999, 2012) |
| Villa Nova       | Nova Lima            | 5 (1932, 1933, 1934, 1935, 1951) | 6 (1937, 1945, 1946, 1947, 1953, 1997) |
| Siderúrgica      | Sabará               | 2 (1937, 1964) | 5 (1936, 1938, 1941, 1952, 1960) |
| Ipatinga         | Ipatinga             | 1 (2005) | 3 (2002, 2006, 2010) |
| Caldense         | Poços de Caldas      | 1 (2002) | 1 (2015) |
| Democrata (SL)   | Sete Lagoas          | 0 | 3 (1955, 1957, 1963) |
| Sete de Setembro | Belo Horizonte       | 0 | 2 (1919, 1920) |
| Democrata (GV)   | Governador Valadares | 0 | 1 (1991) |
| Tupi             | Juiz de Fora         | 0 | 1 (1933) |
| Tupynambás       | Juiz de Fora         | 0 | 1 (1934) |
| Retiro           | Nova Lima            | 0 | 1 (1932) |
| Palmeiras        | Belo Horizonte       | 0 | 1 (1926) |